# B & W Seaplane
Die B & W Seaplane (dt.: B & W Wasserflugzeug) – auch Boeing Model 1 oder B & W genannt – war ein einmotoriges Doppeldecker-Schwimmerflugzeug für einen Piloten und einen Passagier und das erste Flugzeug des US-amerikanischen Flugzeugherstellers Boeing. Der Name B & W entstand aus den Initialen der Konstrukteure William Boeing und Conrad Westervelt.

## Geschichte
Ende 1915 begann Westervelt, der am MIT ein Studium der Luftfahrttechnik abgeschlossen hatte, mit den ersten Entwurfsarbeiten an der Maschine, während Boeing selbst in Kalifornien bei Glenn Martin Flugstunden nahm. Dort kaufte er dann anschließend eine Martin TA, um den Flugunterricht in Seattle fortsetzen zu können. Der Entwurf der B & W orientierte sich stark an der Auslegung der Martin TA; Boeing und Westervelt versahen ihre Maschine aber unter anderem mit verbesserten Schwimmern und einem stärkeren Motor. Der Erstflug der B & W fand am 15. oder 29. Juni 1916 mit Boeing selbst am Steuer (nach anderen Quellen war dies der US-Navy-Versuchspilot Knox Martin) vom Lake Union bei Seattle statt, wo auch die beiden Maschinen im Boeing-Bootshaus gebaut worden waren. Die zweite Maschine folgte im November 1916. Der Antrieb bestand jeweils aus einem 125 PS leistenden Hall-Scott A-5 Reihenmotor, der für eine Höchstgeschwindigkeit von 120 km/h sorgte.
Boeing hoffte auf ein Interesse der US Navy, die ab dem 10. August 1916 eine Flugerprobung durchführte. Bis Ende 1916 waren mit der B & W 82 Flüge mit einer Gesamtflugzeit von über 29 Stunden durchgeführt worden. Am 26. März 1917 bot Boeing die beiden Flugzeuge der US Navy für jeweils 10.000 US-Dollar an. Die Marine akzeptierte die beiden B & W, die nun Bluebird (oder Bluebill) und Mallard genannt wurden, als Schulmaschinen. Aber nach dem Eintreffen auf der Naval Air Station Squantum in Massachusetts wurden beide als für die vorgesehene Aufgabe ungeeignet erklärt und nach Seattle zurückgeschickt. Später jedoch kaufte die New Zealand Flying School in Auckland, wo sie Ende 1918/Anfang 1919 ankamen, die Flugzeuge für jeweils 3750 US-Dollar. Man stellte fest, dass Bluebird gegenüber Mallard die besseren Flugeigenschaften besaß und setzte deshalb dieses Exemplar vorwiegend für den Schulbetrieb ein.
Am 25. Januar 1919 stellte George Bolt mit der Bluebird einen neuen neuseeländischen Höhenrekord von 1980 m auf. Am 16. Dezember 1919 flog Bolt mit einer B & W auch den ersten offiziellen Luftposteinsatz, wonach das Post and Telegraph Department der Regierung einen Auftrag zur weiteren Erprobung erteilte. Nach sechs Monaten zeigte sich jedoch, dass diese Flüge nicht kostendeckend durchgeführt werden konnten, und man stellte sie am 30. Juli 1921 wieder ein. Drei Jahre später gab auch die Flugschule ihren Betrieb auf und die Flugzeuge wurden demontiert und eingelagert. Ihr endgültiger Verbleib ist ungeklärt.

## Jubiläumsnachbau
Zur Feier des fünfzigsten Jahrestages der Gründung der Boeing-Werke plante man einen vollmaßstäblichen und flugfähigen Nachbau der B & W mit der Herstellernummer 1A. Die Konstruktionsarbeiten begannen am 27. Januar 1966 und stützten sich wegen fehlender verwertbarer Unterlagen und Daten hauptsächlich auf Fotos, einen Dreiseitenriss, eine Lastenberechnung und auf historische vom MIT erhobene Windkanaldaten der originalen B & W. Die Durchführung des Nachbaus übernahm vor allem das auf dem Renton Airport ansässige Unternehmen Jobmaster. Die Schwimmer baute die Windkanal-Modellwerkstatt der Boeing-Werke.
Zur Verbesserung der Flugleistungen und der strukturellen Belastbarkeit der Zelle wurden einige Verbesserungen gegenüber dem Original eingeführt. So ersetzte man die ursprünglich aus Holz gefertigten Schwimmerstreben, das Flügelmittelstück und das Rumpffachwerk durch Elemente aus geschweißten Stahlrohren. Die laminierten Holzschwimmer verstärkte und verlängerte man. Die Vergrößerung der Seitenruderflosse sollte die Richtungsstabilität verbessern. Der Antrieb besteht aus einem auf 170 PS gedrosselten Lycoming GO-435 Sechszylinder-Boxermotor. Der Nachbau wiegt damit 227 kg mehr als das Original.
Das Roll-Out der Boeing Model 1A genannten Maschine fand am 23. Mai 1966 statt und zwei Tage später folgte der Erstflug. Zwischen 1966 und 1969 flog sie bei verschiedenen Luftfahrtschauen. Seit 1970 steht sie, mit einer kurzen Unterbrechung durch eine Präsentation bei der Transpo '72, im Museum of Flight in Seattle.

## Technische Daten
| Kenngröße             | Daten                                        |
| --------------------- | -------------------------------------------- |
| Motor                 | Hall-Scott-A-5-Reihen-6-Zylinder-Kolbenmotor |
| Leistung              | 93 kW (126 PS)                               |
| Länge                 | 8,38 m                                       |
| Spannweite            | 15,86 m                                      |
| Flügelfläche          | 53,9 m²                                      |
| Leermasse             | 953 kg                                       |
| Startmasse            | 1270 kg                                      |
| Höchstgeschwindigkeit | 121 km/h                                     |
| Reisegeschwindigkeit  | 108 km/h                                     |
| Steigrate             | 3,56 m/s                                     |
| maximale Flughöhe     | 1981 m                                       |
| Reichweite            | 518 km                                       |